# 弟子屈飛行場

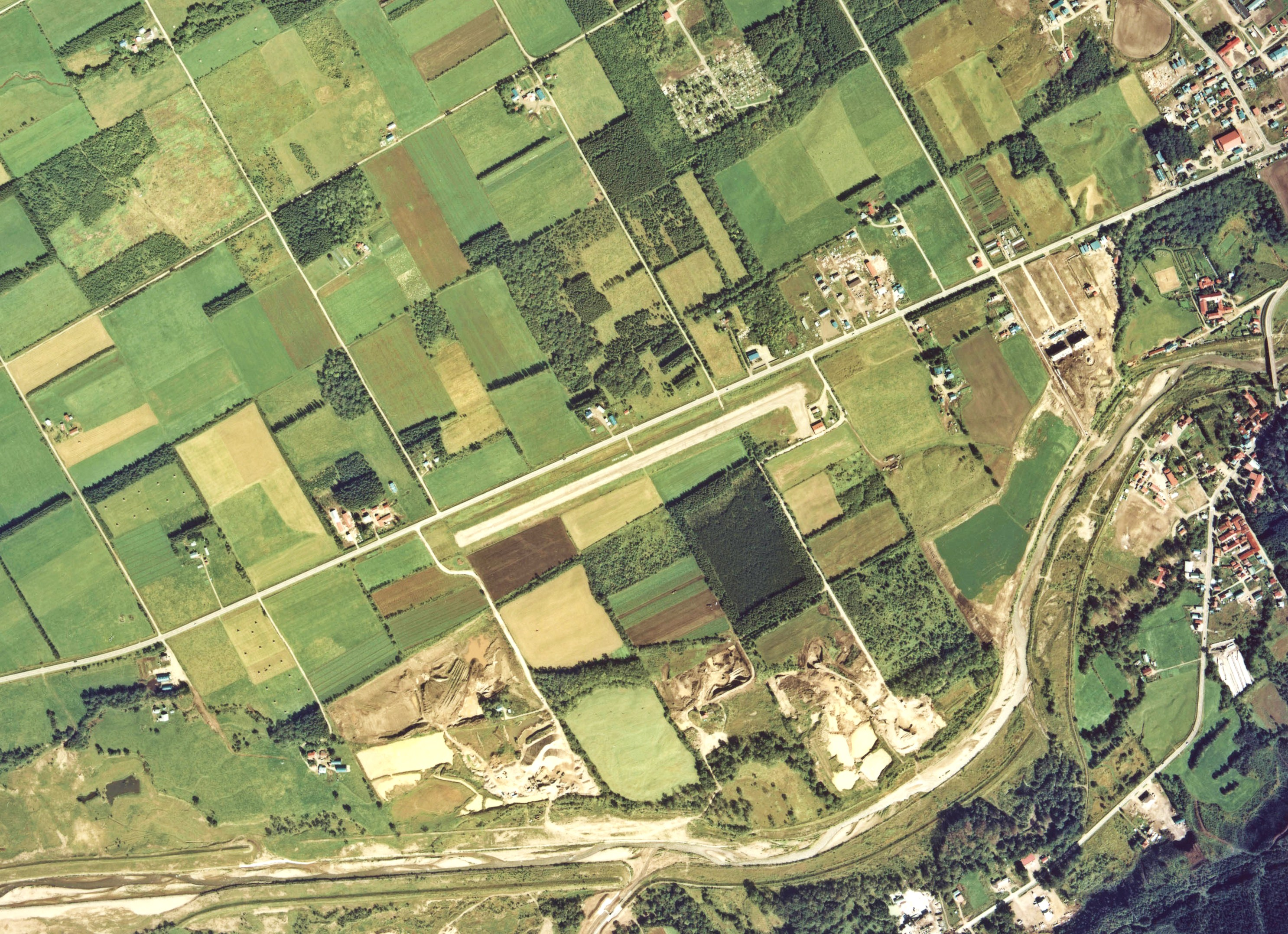
弟子屈飛行場付近の空中写真。（1977年撮影）。

弟子屈飛行場（てしかがひこうじょう）は北海道川上郡弟子屈町にあった飛行場。全国で唯一の町営飛行場であった。
弟子屈町の中心である摩周温泉の外れにあり、釧網本線摩周駅から徒歩20分ほどの距離があり、阿寒湖畔に向かう国道241号線沿いにあった。

## 歴史
1955年（昭和30年）に場外離着陸場として使用開始し、1970年（昭和45年）に公共用飛行場となった。元々定期便は無く、北海道航空による、釧路湿原・摩周湖・雌阿寒岳等を周遊する夏季のみの遊覧飛行の基地として使用されていた。
利用者数の低迷等により以前から廃止が検討されていたが、運営主体である弟子屈町による申し出を受けて、国土交通省航空局は2009年7月10日、同年9月24日付をもって弟子屈飛行場が廃止されることを発表し、同年8月27日付の官報にて国土交通大臣により正式にその旨告示された。これは、国及び地方公共団体が管理・運営する空港・飛行場における国内初の廃止例となった。

## 跡地利用
現在、かつてのターミナルと格納庫（北海道航空名義）は現存している。ターミナル側の滑走路の一部敷地は、釧路北部消防事務組合が管理する弟子屈消防署の消防本部が2017年（平成29年）7月に新築移転し、併せて弟子屈ヘリポートが旧エプロンに配置された。
かつて弟子屈町では飛行場跡地の利用につき、農林水産省の中山間地域等直接支払制度を活用。摩周湖農協畑作振興会によって100万本のヒマワリを景観緑肥として栽培していた時期があった。開花時期になると辺り一面の黄色いヒマワリ畑となり訪れる人々を楽しませていた。

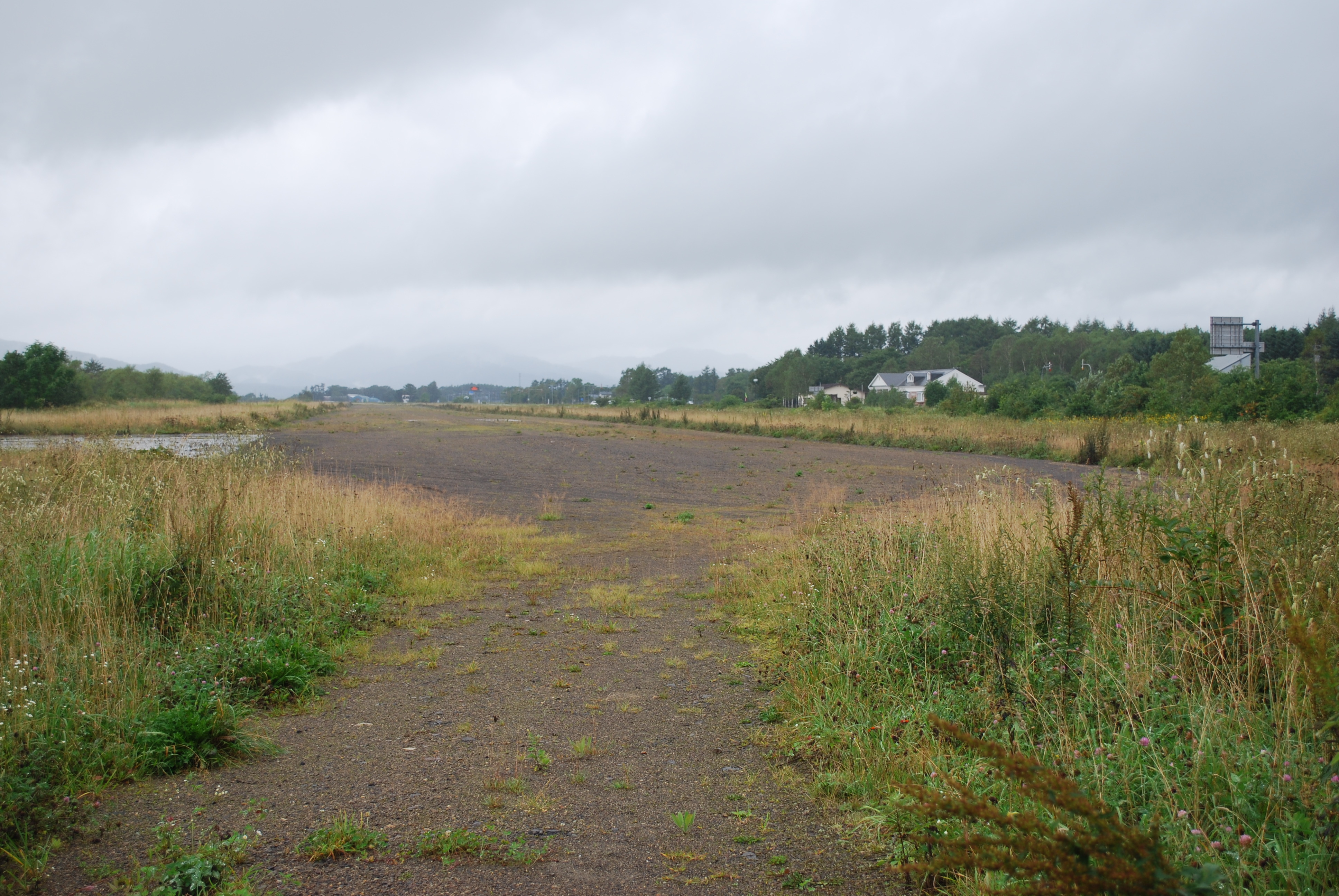
未舗装の滑走路
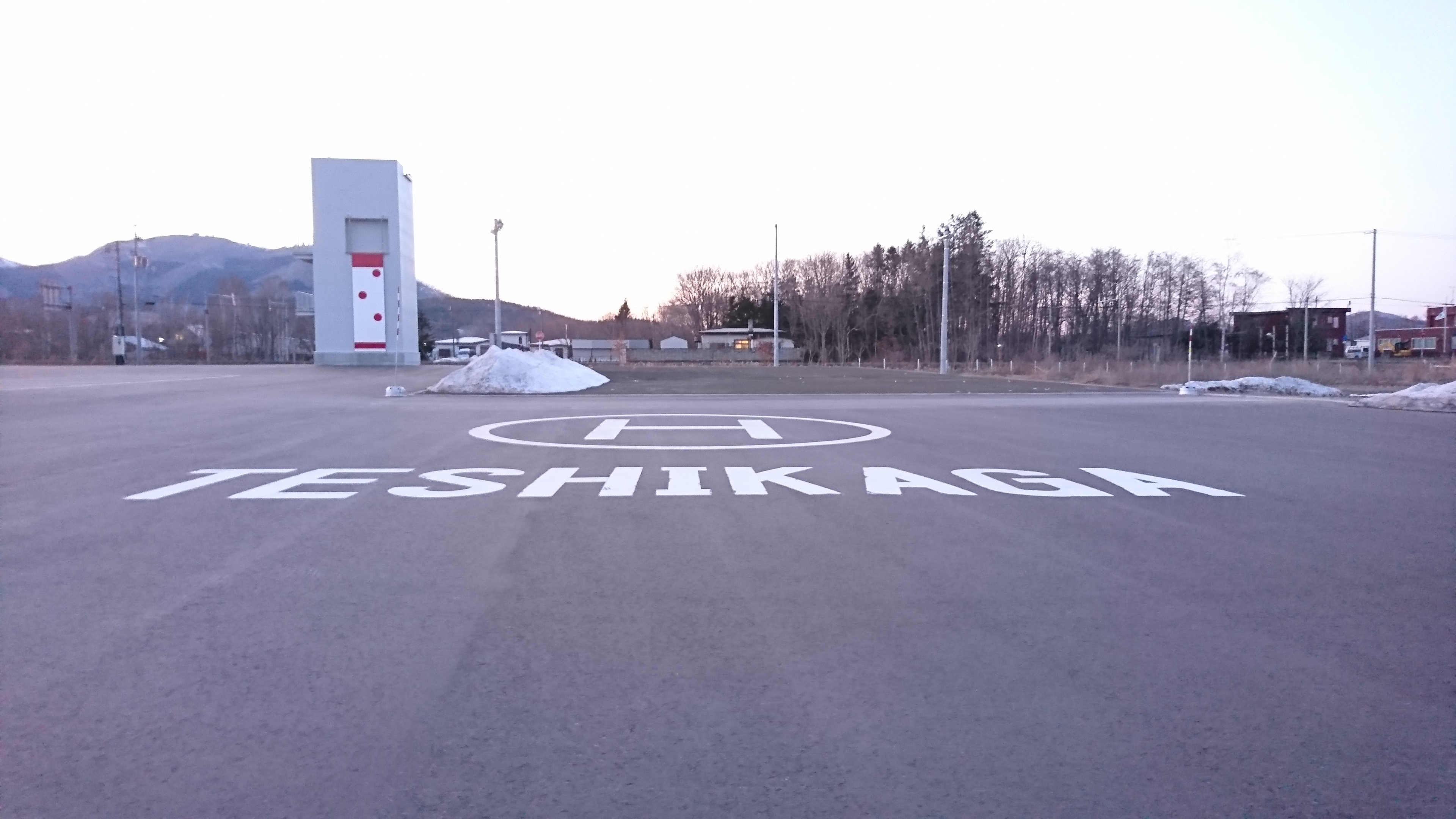
旧エプロンを再活用したヘリポート